# Plavání na Letních olympijských hrách 1904
Plavání na Letních olympijských hrách 1904.

## Přehled medailí
| Pořadí | Země                         | Zlato | Stříbro | Bronz | Celkově |
| ------ | ---------------------------- | ----- | ------- | ----- | ------- |
| 1.     | Německo (GER)                | 4     | 2       | 2     | 8       |
| 2.     | Spojené státy americké (USA) | 3     | 6       | 5     | 14      |
| 3.     | Maďarsko (HUN)               | 2     | 1       | 1     | 4       |
| 4.     | Rakousko (AUT)               | 0     | 0       | 1     | 1       |
| Celkem | Celkem                       | 9     | 9       | 9     | 27      |

## Medailisté

### Muži
| Kategorie                       | Zlato | Stříbro | Bronz |
| ------------------------------- | --- | --- | --- |
| 50 yardů volný způsob           | Zoltán Halmay · Maďarsko (HUN)                                                                                        | Scott Leary · Spojené státy americké (USA)                                                                              | Charles Daniels · Spojené státy americké (USA)                                                                           |
| 100 yardů volný způsob          | Zoltán Halmay · Maďarsko (HUN)                                                                                        | Charles Daniels · Spojené státy americké (USA)                                                                          | Scott Leary · Spojené státy americké (USA)                                                                               |
| 220 yardů volný způsob          | Charles Daniels · Spojené státy americké (USA)                                                                        | Francis Gailey · Spojené státy americké (USA)                                                                           | Emil Rausch · Německo (GER)                                                                                              |
| 440 yardů volný způsob          | Charles Daniels · Spojené státy americké (USA)                                                                        | Francis Gailey · Spojené státy americké (USA)                                                                           | Otto Wahle · Rakousko (AUT)                                                                                              |
| 880 yardů volný způsob          | Emil Rausch · Německo (GER)                                                                                           | Francis Gailey · Spojené státy americké (USA)                                                                           | Géza Kiss · Maďarsko (HUN)                                                                                               |
| 1 mile volný způsob             | Emil Rausch · Německo (GER)                                                                                           | Géza Kiss · Maďarsko (HUN)                                                                                              | Francis Gailey · Spojené státy americké (USA)                                                                            |
| 100 yardů znak                  | Walter Brack · Německo (GER)                                                                                          | Georg Hoffmann · Německo (GER)                                                                                          | Georg Zacharias · Německo (GER)                                                                                          |
| 440 yardů prsa                  | Georg Zacharias · Německo (GER)                                                                                       | Walter Brack · Německo (GER)                                                                                            | Jam Handy · Spojené státy americké (USA)                                                                                 |
| Štafeta 4×50 yardů volný způsob | Spojené státy americké (USA) · The New York Athletic Club · Joe Ruddy · Leo Goodwin · Louis Handley · Charles Daniels | Spojené státy americké (USA) · Chicago Athletic Association · David Hammond · Bill Tuttle · Hugo Goetz · Raymond Thorne | Spojené státy americké (USA) · Missouri Athletic Club · Amedee Reyburn · Gwynne Evans · Marquard Schwarz · Bill Orthwein |